# Adrian Lewis
Adrian Lewis (Stoke-on-Trent, 1985. január 21. –) kétszeres világbajnok angol dartsjátékos. 2003 és 2004 között a British Darts Organisation, majd 2004-től a Professional Darts Corporation tagja. Beceneve "Jackpot".

## Pályafutása

### Kezdetek, BDO
Lewis Stoke-on-Trentben született, ugyanott, ahol a 16-szoros világbajnok Phil Taylor is. 2003-ban érte el első sikerét, mikor 18 évesen megnyert egy Brit ifi dartsbajnokságot. Profi karrierjét a BDO-nál kezdte meg ugyanebben az évben, de csak egy tornán vett részt, amely a 2003-as Winmau World Masters volt. Ezen a tornán már a legjobb 128 között kiesett. Ezután anélkül, hogy valaha is játszott vagy kvalifikálta volna magát a BDO világbajnokságára, átigazolt a PDC-hez. 

### PDC
Lewis 2004-ben kezdte meg karrierjét a PDC-ben. Mivel Taylorral mindketten Stoke-on-Trentben laktak, ezért a többszörös világbajnok a szárnyai alá vette Lewist. Sokszor gyakoroltak együtt, miközben Taylor tanácsokkal látta el védencét. Évekig együtt tréningeztek, de a 2007-es világbajnokság után befejezték a közös munkát és Lewis külön utakon folytatta tovább.
A beceneve "Jackpot" onnan ered, hogy egyszer egy Las Vegas-i kaszinóban 72 000 dollárt nyert, de mivel még nem töltötte be a 21. életévét, ezért nem is játszhatott volna, így a nyereményt sem kaphatta meg.
PDC Világbajnokságokon először 2006-ban indult, amelyen rögtön a negyeddöntőig jutott, ahol Peter Manley későbbi döntős ellen kapott ki. Ezen a meccsen egy komolyabb incidens is akadt a kettejük között, mivel Lewis azt kifogásolta, hogy Manley folyamatosan beszél hozzá, miközben ő próbál dobni, és ez nagyon zavaró számára. Lewis emiatt le is vonult a színpadról, de pár perc után visszatért és folytatódhatott a mérkőzés. A folytatás után Lewis dobott egy "vak 180-at" úgy, hogy az utolsó nyíl eldobásánál már a táblára sem nézett. Ennek ellenére kikapott, és így búcsúzott a vb-től.
Első kiemelt PDC tornás fináléját a 2008-as Európa-bajnokságon játszotta, ahol korábbi "mentorától" Phil Taylortól kapott ki 11–5-re.
A 2010-es World Grand Prix-n az elődöntőben viszont sikerült legyőznie Taylort, így döntőt játszhatott honfitársa James Wade ellen. A sikerrel vett elődöntő után a döntőben már nem járt sikerrel, Wade 6–3-ra legyőzte őt.
A 2011-ben elérte karrierje legnagyobb sikerét és világbajnok lett. A fináléban a szintén első döntőjére készülő skót Gary Anderson volt az ellenfele. Lewis egy szoros meccsen 7–5-re tudta megverni Andersont, és ezzel megszerezte élete első világbajnoki címét. A mérkőzésen, az első szett harmadik legjében sikerült dobnia egy kilencnyilast, és ezzel ő lett az első játékos, akinek összejött ez egy vb döntőben. A kilencnyilasért 10 000 fontot kapott, amely mellé hozzájött még a győzelemért kapott összeg (200 000 font). Ezzel egy időre sikerült a világranglistán is bebiztosítania helyét a legjobbak között. Ebben az évben sikerült még egy kilencnyilas leget dobnia az Európa-bajnokságon, ahol most Raymond van Barneveld volt az elszenvedő fél.
A 2012-es világbajnokságon ő lett Phil Taylor után a második dartsjátékos a PDC történetében, akinek sikerült megvédeni világbajnoki címét. A döntőben honfitársa Andy Hamilton volt az ellenfele. Hamiltont a tavalyi döntős Andersonnal ellentétben sokkal simábban sikerült legyőznie. A vb után Lewis év további részében meglehetősen gyengén játszott, így nem is sikerült újabb címeket begyűjtenie.
A következő világbajnokságra viszont sikerült visszanyernie korábbi jó formáját és nagyon jól játszott. A negyeddöntőben Michael van Gerwennel találkozott, akinek pont ezen a világbajnokságon kezdett beindulni a karrierje, és minden eddigi próbálkozásánál tovább jutott. Hiába játszott Lewis is kiválóan, és zártak mindketten 100 feletti átlaggal, a meccs végén van Gerwen örülhetett. Ezzel a vereséggel lezárult Lewis 15 meccses győzelmi szériája a világbajnokságokon, amely a második legtöbb Phil Taylor rekordja után.
Ebben az évben Európa-bajnok lett Simon Whitlockot legyőzve, és ezzel megszerezte a (világbajnoki győzelmeit nem számítva) az első kiemelt PDC tornagyőzelmét.
Az év további részében a World Matchplay tornán döntőt játszhatott, ahol Phil Taylorral szemben maradt alul. Ezen a tornán revansot vett van Gerwenen az elbukott vb negyeddöntő miatt, és az elődöntőben 17–15-re győzedelmeskedett.
A 2014-es vb-n az elődöntőig jutott, ahol újra van Gerwen volt a végállomás számára. Nem ismétlődött meg a tavalyi szoros mérkőzésük, mivel a bombaformában lévő van Gerwen nagyon sima 6–0-val jutott a döntőbe.
A 2014-es UK Openen megszerezte eddigi karrierje utolsó (negyedik), kiemelt PDC tornagyőzelmét.
2015-ben a világbajnokságon a nyolcaddöntőig jutott, ahol Raymond van Barnevelddel kellett megmérkőznie a továbbjutásért. Bár a meccsen dobott egy 9 nyilast, mégsem sikerült megnyernie a mérkőzést, így véget ért számára a világbajnokság. 2009 óta először nem tudott bekerülni a legjobb nyolc közé.
A következő évben viszont már sokkal jobban sikerült a világbajnoksága, és egészen a döntőig menetelt, ahol a címvédő skót Gary Anderson ellen készülhetett. Ez a mérkőzés a 2011-es vb visszavágójának is betudható, ahol végül Lewis szerezte meg a címet. Ebben a döntőben is szoros mérkőzést játszottak, mint öt évvel korábban, de most Anderson lett újra világbajnok.
2017-ben ismét van Barnevelddel került össze a vb negyeddöntőjében, és újra vereséget szenvedett 4–3-ra, mint két évvel ezelőtt. A következő világbajnokságon az első körben a német Kevin Münch volt az ellenfele, akitől 3–1-es vereséget szenvedett Lewis. Ezzel a rossz teljesítményével visszacsúszott a világranglista 20. helyére, valamint ebben az évben már a Premier League küzdelmeire sem kapott szabadkártyát.
A 2019-es világbajnokságot a 16. kiemeltként várta, ahol a második körben Ted Evettset győzte le könnyedén 3–0-ra. A harmadik fordulóban a Raymond van Barneveldet kiejtő Darius Labanauskas-szal játszott, akit 4–0-val búcsúztatott. A következő körben a világelső Michael van Gerwen volt Lewis ellenfele, aki végül 4–1-re legyőzte az angolt, és továbbjutott a negyeddöntőbe.
A 2020-as vb-n a negyedik körben kapott ki a fiatal Dimitri Van den Bergh ellen 3–4 arányban.
2021-ben abszolút nem állt mellé a szerencse, a vb második körében az amerikai Danny Baggish győzte le.

## Döntői

### PDC nagytornák: 14 döntős szereplés
| Történet                          |
| PDC Világbajnokság (2–1)          |
| World Matchplay (0–1)             |
| World Grand Prix (0–1)            |
| Premier League (0–1)              |
| UK Open (1–0)                     |
| The Masters (0–1)                 |
| Players Championship Finals (0–2) |
| Európa-bajnokság (1–2)            |
| US Open (0–1)                     |

| Eredmény | Sorszám | Év   | Bajnokság                   | Ellenfél a döntőben | Pontok    |
| Döntős   | 1.      | 2006 | World Series US Open        | Phil Taylor         | 5–13 (l)  |
| Döntős   | 2.      | 2008 | Európa-bajnokság            | Phil Taylor         | 5–11 (l)  |
| Döntős   | 3.      | 2010 | World Grand Prix            | James Wade          | 3–6 (sz)  |
| Győztes  | 1.      | 2011 | PDC Világbajnokság          | Gary Anderson       | 7–5 (sz)  |
| Döntős   | 4.      | 2011 | Premier League              | Gary Anderson       | 4–10 (l)  |
| Döntős   | 5.      | 2011 | Európa-bajnokság            | Phil Taylor         | 8–11 (l)  |
| Győztes  | 2.      | 2012 | PDC Világbajnokság          | Andy Hamilton       | 7–3 (sz)  |
| Győztes  | 3.      | 2013 | Európa-bajnokság            | Simon Whitlock      | 11–6 (l)  |
| Döntős   | 6.      | 2013 | World Matchplay             | Phil Taylor         | 13–18 (l) |
| Döntős   | 7.      | 2013 | The Masters                 | Phil Taylor         | 1–10 (l)  |
| Győztes  | 4.      | 2014 | UK Open                     | Terry Jenkins       | 11–1 (l)  |
| Döntős   | 8.      | 2014 | Players Championship Finals | Gary Anderson       | 6–11 (l)  |
| Döntős   | 9.      | 2015 | Players Championship Finals | Michael van Gerwen  | 6–11 (l)  |
| Döntős   | 10.     | 2016 | PDC Világbajnokság          | Gary Anderson       | 5–7 (sz)  |

### PDC World Series of Darts tornák: 3 döntős szereplés
| Történet                    |
| World Series of Darts (1–2) |

| Eredmény | Sorszám | Év   | Bajnokság              | Ellenfél a döntőben   | Pontok    |
| Döntős   | 1.      | 2015 | Sydney Darts Masters   | Phil Taylor           | 3–11 (l)  |
| Győztes  | 1.      | 2015 | Auckland Darts Masters | Raymond van Barneveld | 11–10 (l) |
| Döntős   | 2.      | 2016 | Auckland Darts Masters | Gary Anderson         | 7–11 (l)  |

### PDC csapatversenyek: 5 döntős szereplés
| Eredmény | Sorszám | Év   | Bajnokság          | Ország | Csapattárs  | Ellenfél a döntőben                                     | Pontok  |
| Győztes  | 1.      | 2012 | World Cup of Darts | Anglia | Phil Taylor | Ausztrália (Simon Whitlock és Paul Nicholson)           | 4–3 (m) |
| Győztes  | 2.      | 2013 | World Cup of Darts | Anglia | Phil Taylor | Belgium (Kim Huybrechts és Ronny Huybrechts)            | 3–1 (m) |
| Döntős   | 1.      | 2014 | World Cup of Darts | Anglia | Phil Taylor | Hollandia (Michael van Gerwen és Raymond van Barneveld) | 0–3 (m) |
| Győztes  | 3.      | 2015 | World Cup of Darts | Anglia | Phil Taylor | Skócia (Gary Anderson és Peter Wright)                  | 3–2 (m) |
| Győztes  | 4.      | 2016 | World Cup of Darts | Anglia | Phil Taylor | Hollandia (Michael van Gerwen és Raymond van Barneveld) | 3–2 (m) |

1. 1 2 3  (l) = pontszám legekben, (sz) = pontszám szettekben, (m) = pontszám mérkőzésekben.

## További tornagyőzelmei
| Players Championships - Players Championship (AUT): 2009 - Players Championship (BAR): 2015 (x2) - Players Championship (CRA): 2010 - Players Championship (GER): 2010 - Players Championship (IRE): 2009, 2013 - Players Championship (MK): 2017 - Players Championship (SCO): 2005, 2006 - Players Championship (WIG): 2019 UK Open Regionals/Qualifiers - Regional Final (SCO): 2005 - UK Open Qualifier: 2011, 2015, 2016 | European Tour Events - German Darts Masters: 2012 World Series of Darts Events - Auckland Darts Masters: 2015 PDC-csapatvilágbajnokság - PDC World Cup of Darts (csapat): 2012, 2013, 2015, 2016 - British Teenage Open: 2002 - Chris de Roo Open: 2006 |

## Televíziós 9 nyilasai
| Időpont            | Ellenfél              | Torna              | Kombináció                          | Díjazás  |
| ------------------ | --------------------- | ------------------ | ----------------------------------- | -------- |
| 2011. január 3.    | Gary Anderson         | PDC Világbajnokság | 3 x T20; 3 x T20; T20, T19, D12     | 10 000 £ |
| 2011. július 31.   | Raymond van Barneveld | Európa-bajnokság   | 3 x T20; 3 x T20; T20, T19, D12     | —        |
| 2014. december 30. | Raymond van Barneveld | PDC Világbajnokság | 3 x T20; 3 x T20; T20, T19, D12     | 10 000 £ |
| 2016. április 14.  | James Wade            | Premier League     | 3 x T20; 2 x T20, T19; 2 x T20, D12 | —        |
| 2017. április 13.  | Raymond van Barneveld | Premier League     | 3 x T20; 3 x T20; T20, T19, D12     | —        |

## Világbajnoki szereplései

### PDC
- 2006: Negyeddöntő (vereség  Peter Manley ellen 3–5)
- 2007: Harmadik kör (vereség  Andy Jenkins ellen 3–4)
- 2008: Negyeddöntő (vereség  Kevin Painter ellen 2–5)
- 2009: Második kör (vereség  Paul Nicholson ellen 3–4)
- 2010: Negyeddöntő (vereség  Phil Taylor ellen 0–5)
- 2011: Győztes ( Gary Anderson ellen 7–5)
- 2012: Győztes ( Andy Hamilton ellen 7–3)
- 2013: Negyeddöntő (vereség  Michael van Gerwen ellen 4–5)
- 2014: Elődöntő (vereség  Michael van Gerwen ellen 0–6)
- 2015: Harmadik kör (vereség  Raymond van Barneveld ellen 3–4)
- 2016: Döntő (vereség  Gary Anderson ellen 5–7)
- 2017: Harmadik kör (vereség  Raymond van Barneveld ellen 3–4)
- 2018: Első kör (vereség  Kevin Münch ellen 1–3)
- 2019: Negyedik kör (vereség  Michael van Gerwen ellen 1–4)
- 2020: Negyedik kör (vereség  Dimitri Van den Bergh ellen 3–4)
- 2021: Második kör (vereség  Danny Baggish ellen 1–3)
- 2022: Második kör (vereség  Gary Anderson ellen 1–3)
- 2023: Második kör (vereség  Damon Heta ellen 0–3)